# Gasterosteidae

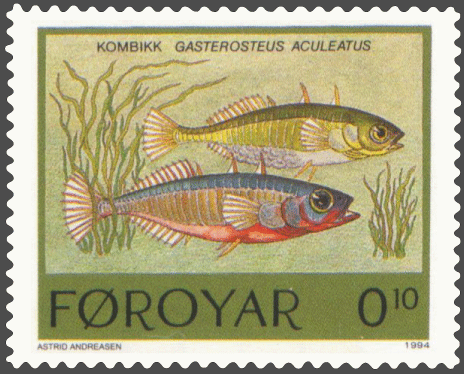
Gasterosteus aculeatus num selo postal das Ilhas Faroé (selo emitido a 7 de Fevereiro de 1994 da autoria de Astrid Andreasen).

Gasterosteidae é uma família de peixes.

## Espécies
- Género Apeltes  Mayer, 1956.
  - Apeltes quadracus (Mitchill, 1815)
- Género Culaea
  - Culaea inconstans (Kirtland, 1840)
- Género Gasterosteus
  - Gasterosteus aculeatus
    - Gasterosteus aculeatus aculeatus Linnaeus, 1758
    - Gasterosteus aculeatus santaeannae Regan, 1909
    - Gasterosteus aculeatus williamsoni Girard, 1854

  - Gasterosteus crenobiontus Bacescu & Mayer, 1956
  - Gasterosteus gymnurus Cuvier, 1829
  - Gasterosteus islandicus Sauvage, 1874
  - Gasterosteus microcephalus Girard, 1854.
  - Gasterosteus wheatlandi Putnam, 1867.
- Género Pungitius
  - Pungitius bussei (Warpachowski, 1888)
  - Pungitius hellenicus Stephanidis, 1971.
  - Pungitius laevis (Cuvier, 1829).
  - Pungitius platygaster (Kessler, 1859).
  - Pungitius pungitius (Linnaeus, 1758).
  - Pungitius sinensis (Guichenot, 1869).
  - Pungitius tymensis (Nikolskii, 1889).
- Género Spinachia
  - Spinachia spinachia (Linnaeus, 1758).